# Рыжков (деревня)
Рыжков (бел. Рыжкаў) — деревня в Бурковском сельсовете Брагинского района Гомельской области Белоруссии.

## География

### Расположение
В 17 км на северо-запад от Брагина, 23 км от железнодорожной станции Хойники (на ветке Василевичи — Хойники от линии Калинковичи — Гомель), 134 км от Гомеля.

## Транспортная сеть
Транспортные связи по просёлочной, затем автомобильной дороге Брагин — Хойники.
Планировка состоит из прямолинейной улицы, близкой к меридиональной ориентации, к которой с востока присоединяется короткая прямолинейная улица с переулком. Застройка деревянными домами усадебного типа.

## История
Известна с XIX века как деревня в Речицком повете Минской губернии В 1850 году. Согласно переписи 1897 года находились часовня, школа грамоты, ветряная мельница. В 1908 году в Микуличской волости.
С 8 декабря 1926 года по 30 декабря 1927 года центр Рыжкаўскага сельсовета Брагинского района Речицкого, с 9 июня 1927 года Гомельского округов.
В 1931 году создан колхоз «Беларусь», работала кузница. В 1959 году в составе колхоза «Красный Октябрь» (центр — деревня Микуличи), работал клуб.
До 16 декабря 2009 года в составе Микуличского сельсовета.

## Население

### Численность
- 2009 год — 153 жителя

### Динамика
- 1850 год — 12 дворов, 111 жителей.
- 1897 год — 39 дворов, 263 жителя (согласно переписи).
- 1908 год — 81 двор, 431 житель.
- 1930 год — 97 дворов, 555 жителей.
- 1959 год — 570 жителей (согласно переписи).
- 2004 год — 75 хозяйств, 177 жителей.
- 2009 год — 153 жителя.